# Désoxyadénosine monophosphate
Pour les articles homonymes, voir DAMP.
Le désoxyadénosine monophosphate (dAMP) est un désoxyribonucléotide constitué de résidus d'adénosine et de 2'-désoxyribose, ce dernier étant lié à un groupe phosphate. Il est l'un des monomères constituant l'ADN, où l'adénine peut se lier à la thymine par deux liaisons hydrogène.
Son ribonucléotide correspondant est l'adénosine monophosphate.